# La engañadora
«La engañadora» es una canción escrita por el violinista Enrique Jorrín y grabada por Orquesta América en marzo de 1953. Poco después de su lanzamiento, se convirtió en el sencillo más vendido de Panart. Es ampliamente considerado el primer cha-cha-chá y una de las canciones cubanas más influyentes.

## Antecedentes y composición
Nacido en 1926 en Pinar del Río, Enrique Jorrín tomó el violín a los 12 años. Más tarde asistió al Conservatorio Municipal de La Habana y en 1943 fue miembro de Arcaño y sus Maravillas, la charanga más importante de Cuba. La banda, dirigida por Antonio Arcaño y protagonizada por los hermanos Israel López "Cachao" y Orestes López, que escribió la mayor parte del repertorio del grupo, fue el principal exponente del danzón, un estilo popular de música de salón. En ese momento, los hermanos López estaban experimentando con la última sección del danzón, en la que incorporaron un montuno, dando origen al llamado danzón nuevo ritmo, el origen del mambo. Durante su tiempo con Arcaño, Jorrín creció como compositor de danzón, y cuando dejó la banda para unirse a Orquesta América, a finales de los años 40, era un músico respetado.
Jorrín se dio cuenta de que el mambo era muy difícil de bailar en comparación con otros estilos de salón debido a su alta sincopación. Así, decidió alterar su melodía para hacerla más bailable y accesible. Jorrín aplicó estos principios a "La engañadora", una canción que compuso en La Habana en 1951, el año en que fue presentada ante una audiencia.

## Éxito
Entre 1953 y 1954 se estima que Panart vendió 13 000 copias del sencillo, algo completamente sin precedentes para el primer sello discográfico independiente de Cuba. El 30 de junio de 1953, el cantante Miguelito Valdés grabó una versión, respaldado por el conjunto del pianista René Hernández, y cobrado por Seeco como un ritmo de cha cha chá. El nombre "cha-cha-chá" en realidad provino del estribillo de su lado B original, "Silver Star", que también se convirtió en un éxito. En la edición original de Panart, "La engañadora" es calificada de "mambo-rumba" y "Silver Star" como danzón. La versión de Miguelito Valdés fue seguida por muchas otras versiones grabadas en Cuba, México y Estados Unidos, por artistas como René Touzet, Tito Rodríguez y Pérez Prado, estableciendo la canción como un estándar cubano.

## Resultado
Después del éxito de "La engañadora", la popularidad de la Orquesta América creció mientras Jorrín seguía escribiendo un éxito tras otro: "El alardoso", "Nada para ti", "El túnel" ... El cha-cha-cha había eclipsado tanto al mambo como al danzón como el estilo de baile más popular en Cuba. Jorrín afirmó ser el responsable del éxito de Orquesta América y se sintió incómodo con los créditos de la banda, que siempre decía "Orquesta América de Ninón Mondéjar". Fue nombrado director musical de la orquesta en 1954, pero Mondéjar insistió en recibir crédito por el éxito de cha-cha-chá. Esto llevó a la salida de Jorrín en agosto de 1954, formando su propia banda en la Ciudad de México. En noviembre, Mondéjar también se trasladó junto con Orquesta América a la Ciudad de México. En este punto, la única charanga que golpeó en Cuba fue la Orquesta Aragón, que había colaborado brevemente con Jorrín antes de su salida de Orquesta América. Sin embargo, en diciembre de 1955, algunos miembros de la Orquesta América regresaron a La Habana y en enero de 1955 fundaron la Orquesta América del 55.

## Personal
Los siguientes músicos grabaron la canción durante la sesión de grabación de marzo de 1953 en Panart Studios, La Habana:
- Ninón Mondéjar: Dirección musical, voces
- Enrique Jorrín: primer violín
- Antonio Sánchez Reyes "Musiquita": segundo violín
- Juanito Ramos: flauta
- Álex Sosa: piano
- Manuel Montejo "Camagüey": contrabajo
- Julio Salas: tumbadora
- Augusto Barcía: timbales
- Gustavo Tamayo: güiro